# Мининская (Сямженский район)
Мининская — деревня в Сямженском районе Вологодской области.
Входит в состав Раменского сельского поселения, с точки зрения административно-территориального деления — в Раменский сельсовет.
Расстояние по автодороге до районного центра Сямжи — 49 км, до центра муниципального образования Раменья — 7 км. Ближайшие населённые пункты — Артемовская, Выдриха, Марковская.
По переписи 2002 года население — 43 человека (23 мужчины, 20 женщин). Всё население — русские.